# Nigahiga
 Der er for få eller ingen kildehenvisninger i denne artikel, hvilket er et problem. Du kan hjælpe ved at angive troværdige kilder til de påstande, som fremføres i artiklen.

Ryan Higa, kendt under navnet nigahiga (født 6. juni 1990) er en japansk-amerikansk komiker fra Hilo, Hawaii. Han er kendt for sine YouTube-videoer, som er blevet set over 2 milliarder gange. Hans YouTube kanal, nigahiga, har i øjeblikket over 20 millioner abonnenter. Han startede på YouTube i 2006 og blev mest kendt for sine how to be videoer som han lavede med sin gode ven Sean Fujiyoshi.
Ryan har også en anden Youtube kanal (HigaTV) hvorpå man kan se sjove klip, og behind the scenes klip.